# Stadio Gimnasia y Esgrima de Buenos Aires
Lo Stadio Gimnasia y Esgrima de Buenos Aires (in spagnolo Estadio Gimnasia y Esgrima de Buenos Aires), noto anche come G.E.B.A., era uno stadio multiuso di Buenos Aires, Argentina. Era lo stadio del Club de Gimnasia y Esgrima de Buenos Aires. La capacità era di 18 000 spettatori. Fu uno degli stadi utilizzati per la disputa della prima "Coppa America" nel 1916. Attualmente viene utilizzato per concerti.
Per molti anni, soprattutto negli anni 50-60, era lo stadio utilizzato dalla nazionale argentina di rugby. Ma dal 1970, solo tre partite internazionali si sono disputate in questo stadio, essendo stai preferiti impianti più capienti come lo Stadio R. Etcheverri, lo Stadio J.Amalfitani e il "Monumental" Stadio A. V. Liberti
L'ultimo incontro dei "Pumas" allo stadio G.E.B.A. risale al 1993.

## Concerti ospitati
- Gloria Estefan
- Kylie Minogue
- Duran Duran
- Laura Pausini
- The Killers
- The Black Eyed Peas
- Katy Perry